# Elizium
Elizium (IPA: [ɪˈlɪzɪəm/]) è il terzo album in studio del gruppo gothic rock britannico Fields of the Nephilim, pubblicato nel 1990.

## Il disco
Per questa release, la band si offre di lavorare con il celeberrimo ingegnere del suono dei Pink Floyd Andy Jackson e di includere le tastiere di Jon Carin (collaboratore di lungo corso di David Gilmour). Virano, di fatto, sempre più verso quel misticismo che si tradurrà in qualcosa di rintracciabile nella psichedelia, tutte le tracce risultano più o meno collegate. I singoli sono la traccia appartenente al quadriptych iniziale For Her Light e, la traccia d'apertura della seconda parte del disco, Sumerland (ridotta ai canonici 4 minuti). Per entrambe, furono girati dei videoclip. Nella versione giapponese del disco, come di consueto, vengono incluse delle tracce esclusive: la prima, Psychonaut Lib. II, è quella che ha dato il titolo al singolo uscito nel 1989 (Psychonaut); l'altra è stata pubblicata, a sua volta, come versione alternativa al singolo intitolato semplicemente Sumerland. Nell'edizione inclusa nel cofanetto 5 Albums del 2013, oltre a una b-side, sono presenti altre due tracce pubblicate come lato A di singoli diversi.

## Tracce

### Standard Version
1. (Dead But Dreaming) – 1:28
2. For Her Light – 3:01
3. At The Gates Of Silent Memory – 8:24
4. (Paradise Regained) – 2:29
5. Submission – 8:28
6. Sumerland (What Dreams May Come) – 11:09
7. Wail Of Sumer – 6:24
8. And There Will Your Heart Be Also – 7:37

### Japan Version
1. (Dead But Dreaming) – 1:28
2. For Her Light – 3:02
3. At The Gates Of Silent Memory – 8:24
4. (Paradise Regained) – 2:28
5. Psychonaut Lib. II – 4:07
6. Submission – 8:30
7. Sumerland (What Dreams May Come) – 11:08
8. Wail Of Sumer – 6:23
9. And There Will Your Heart Be Also – 7:37
10. Sumerland (Dreamed Version) – 8:23

## Repress Edition

### 5 Albums Version
1. (Dead But Dreaming) – 1:30
2. For Her Light – 3:01
3. At The Gates Of Silent Memory – 8:25
4. (Paradise Regained) – 2:30
5. Submission – 8:29
6. Sumerland (What Dreams May Come) – 11:09
7. Wail Of Sumer – 6:25
8. And There Will Your Heart Be Also – 7:43

Bonus Tracks
1. Psychonaut (Lib III) – 9:14
2. Submission Two (The Dub Posture) – 4:18
3. Sumerland (Single Version) – 4:18

## Formazione
Gruppo
- Carl McCoy – voce
- Peter Yates – chitarra
- Paul Wright – chitarra
- Tony Pettitt – basso
- Alexander "Nod" Wright – batteria

Collaboratori
- Jon Carin – tastiere